# Podrinje
Podrinje (dio Istočne Bosne) je regija u istočnoj Bosni i Hercegovini i zapadnoj Srbiji. Ova regija je dobila ime prema rijeci Drini. Na sjeveru prelazi u Posavinu.
Bosanskohercegovačko Podrinje se ponekad dijeli na gornje Podrinje (općine Višegrad, Goražde, Foča, Rogatica i Čajniče) i donje Podrinje (općine Srebrenica, Bratunac i Zvornik). 
Veći gradovi na srbijanskoj strani Podrinja su: Bajina Bašta, Banja Koviljača, Ljubovija i Loznica.

## Povijest
Na istoku srednjovjekovne Bosne prostirala se manja oblast Podrinje. Područje Gornjeg Podrinja zaposjeo je 1376. godine od stare Raške bosanski ban Tvrtko. Poslije Tvrtkove smrti 1391. u bosanskoj državi nastaju nesređene prilike, a Gornje Podrinje, zvano Drinska knežina i Drina bio je pod vlašću obitelji Hranića, humskih vojvoda koji su bili neovisni od bosanske krune. Tvrtko je kraj oduzeo 1374. od velmože Nikole Altomanovića. Oblast Podrinje širila se s desne strane Drine i zahvaćala u Rašku do iza Plevlja i Mileševa. To je jedini, premda malen dio Bosne, koji je prvotno pripadao Nemanjićkoj državi. Nakon smrti posljednjeg Nemanjića nejakog Uroša (1371.) Srbija je ostala bez kralja, pocjepkana i oslabljena. Iskoristivši prilike u okolici i povezanost s Nemanjićima preko bake Jelisave, žene bana Stjepana Kotromana, kći kralja Dragutina, okrunio se za kralja Srbije i Bosne 1377.  